# Shorea quadrinervis
Shorea quadrinervis är en tvåhjärtbladig växtart som beskrevs av V. Slooten. Shorea quadrinervis ingår i släktet Shorea och familjen Dipterocarpaceae. Inga underarter finns listade i Catalogue of Life.